# Francesca Michielin
Francesca Michielin, född 25 februari 1995 i Bassano del Grappa, är en italiensk sångerska. 

## Karriär

### The X Factor och debut
Francesca Michielin blev känd 2011 då hon vann den femte säsongen av den italienska versionen av TV-programmet The X Factor, vilket ledde till skivkontrakt med Sony Music Italy. Hennes första skiva Distratto släpptes den 24 januari 2012 och singeln med samma titel toppade den italienska singellistan.
Den 2 oktober 2012 släpptes debut-studioalbumet Riflessi di me med singeln "Sola". Hon medverkade i rapparen Fedez singlar "Cigno nero" år 2013 och "Magnifico" år 2014, varav den senare låg etta på den italienska singellistan. Hennes andra studioalbum di20 släpptes den 23 oktober 2015 med singeln "L'amore esiste".

### Sanremo och Eurovision
År 2016 deltog hon i San Remo-festivalen där hon kom på andra plats med låten "Nessun grado di separazione". Den blev hennes andra singel att toppa den italienska singellistan, och den släpptes tillsammans med en nyutgåva av hennes senaste album med titeln di20are.
Efter att gruppen Stadio som vann festivalen tackade nej till att representera Italien vid Eurovision Song Contest 2016 i Stockholm på grund av en redan inplanerad turné, meddelade RAI att Francesca Michielin skulle göra det istället. I Eurovision kommer hon att framföra en ny tvåspråkig version av sitt Sanremo-bidrag med titeln "No Degree of Separation". Eftersom Italien är direktkvalificerade till final gjorde hon att sitt framträdande i finalen i Globen den 14 maj 2016, och kom på 16:e plats med 124 poäng.

## Diskografi

### Album
| År   | Titel                                                         | Topplacering | Topplacering |
| År   | Titel                                                         | Italien      | Schweiz      |
| ---- | ------------------------------------------------------------- | ------------ | ------------ |
| 2012 | Distratto (EP-skiva)                                          | 9            | —            |
| 2012 | Riflessi di me                                                | 4            | —            |
| 2015 | di20                                                          | 5            | —            |
| 2016 | di20are (nyutgåva av di20)                                    | 3            | 96           |
| 2018 | 2640                                                          | 2            | —            |
| 2020 | Feat (stato di natura)                                        | 7            | —            |
| 2021 | Feat (fouri dagli spazi) (nyutgåva av Feat (stato di natura)) | 7            | —            |
| 2023 | Cani sciolti                                                  | 14           | —            |

### Singlar
| År   | Titel                         | Topplacering |
| År   | Titel                         | Italien      |
| ---- | ----------------------------- | ------------ |
| 2012 | "Distratto"                   | 1            |
| 2012 | "Sola"                        | 13           |
| 2012 | "Tutto quello che ho"         | —            |
| 2013 | "Se cadrai"                   | —            |
| 2013 | "Cigno nero" (med Fedez)      | 8            |
| 2014 | "Magnifico" (med Fedez)       | 1            |
| 2015 | "L'amore esiste"              | 10           |
| 2015 | "Battito di ciglia"           | 64           |
| 2015 | "Lontano"                     | 99           |
| 2016 | "Nessun grado di separazione" | 1            |